# Puertoricomys corozalus
Genre
Espèce
Synonymes
- Proechimys corozalus Williams & Koopman, 1951

Puertoricomys corozalus, unique représentant du genre Puertoricomys, est une espèce de rongeur fossile de la famille des Echimyidae.

## Distribution
Cette espèce était endémique  et l'archipel de Porto Rico.